# 79년

## 연호
- 후한(後漢) 건초(建初) 4년

## 기년
- 후한(後漢) 장제(章帝) 4년
- 신라(新羅) 탈해 이사금(脫解泥師今) 23년
- 고구려(高句麗) 태조대왕(太祖大王) 27년
- 백제(百濟) 기루왕(己婁王) 3년

## 사건
- 6월 24일 - 티투스가 로마 황제가 되다.
- 8월 24일 - 이탈리아의 베수비오 화산이 폭발. 폼페이, 헤르쿨라네움 등의 도시가 화산재에 묻히다.

## 사망
- 6월 24일, 로마 황제 베스파시아누스
- 고대 로마의 저술가 대 플리니우스
- 교황 리노